# 고봉문집목판
고봉문집목판(高峰文集木板)은 광주광역시 광산구 광산동에 있는 조선시대의 목판이다. 1992년 3월 16일 광주광역시의 유형문화재 제19호로 지정되었다.

## 개요
이 책은 조선 선조 때 호남성리학을 주도하였으며, 퇴계 이황과 쌍벽을 이루는 우리나라 성리학의 대가인 고봉 기대승(1527∼1572) 선생의 문집 목판이다.
기대승은 이황과 8년동안 사단칠정(四端七情)에 관해 편지교환을 했던 일화가 유명하며, 조선시대 성리학을 독자적인 학문으로 발전시키는데 커다란 이바지를 했다.
기대승 선생의 시문집이 중심인『고봉선생문집 원집』3책과, 빠진 부분을 보충한『속집』2책, 동료들의 시문을 정리한『고봉선생별집부록』1책, 그가 강의했던 경전내용을 모아 편집한『고봉선생문집 논사록』상·하 1책, 이황 선생과 오간 편지글을 정리한『고봉선생왕복서』3책, 오고 간 편지글 가운데 이기(理氣)와 사단칠정에 관한 부분만을 따로 묶은『이기왕복서』상·하편 1책, 기대승 선생이 이황 선생을 만나기 전에 주자학에 관해 쓴『주자문록』상·중·하·속 4책으로 총 474매이다.
비록 17세기에 만들어진 판본이라 그리 오래되지는 않았지만, 호남지방에 남아있는 목판 중에서는 깊은 의미를 가진 목판이라 하겠다.

## 참고 자료
- 고봉문집목판 - 국가유산청 국가유산포털